# Gökçeada-Talsperre

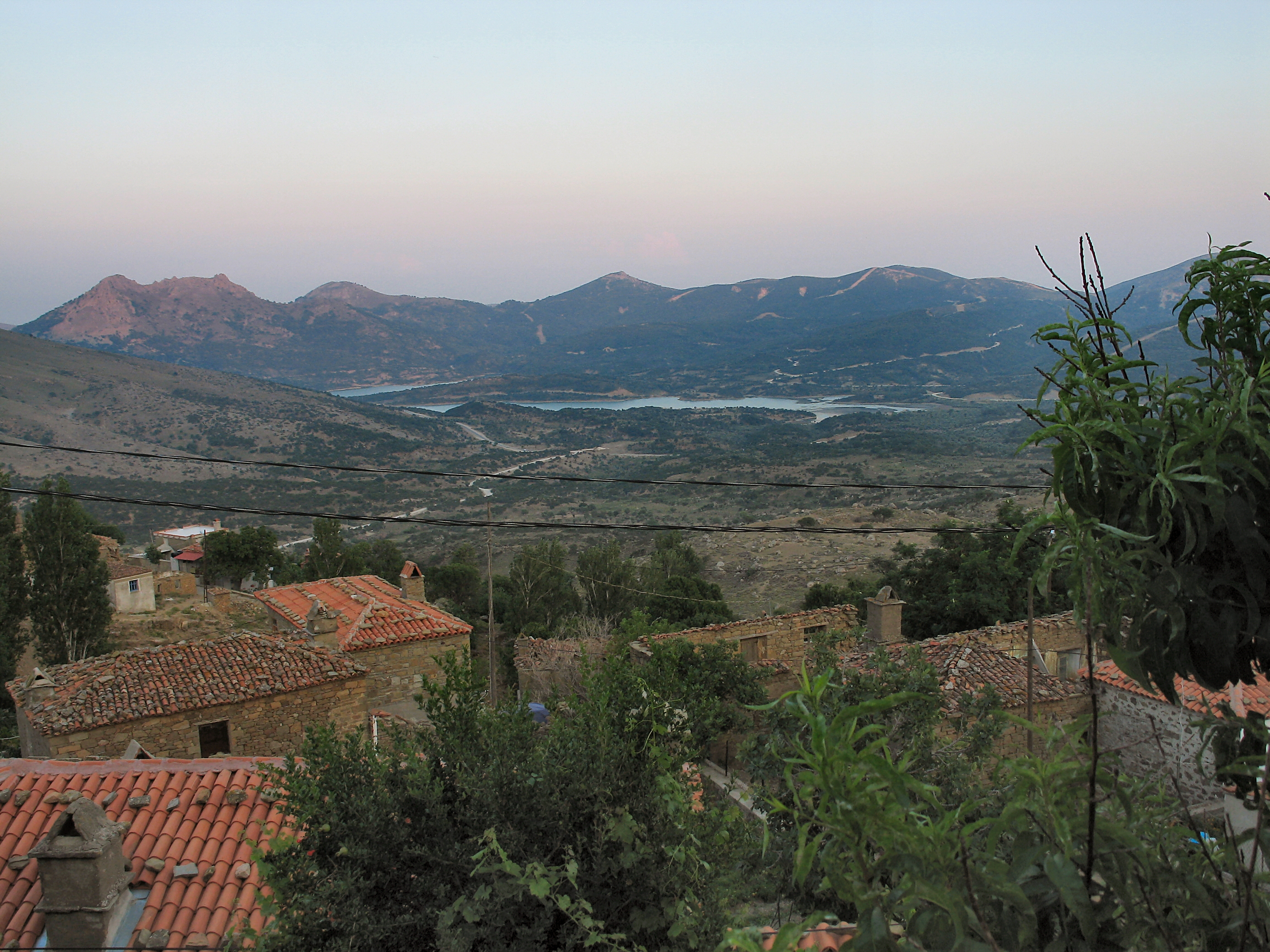
Der Stausee gesehen vom Dorf Tepeköy / Agrídia aus.

Die Gökçeada-Talsperre (türkisch: Gökçeada Barajı) ist die größte von fünf Talsperren auf der türkischen Insel Gökçeada / Ímvros. Sie staut den Fluss Büyükdere / Megálos Potamós und bildet einen größeren Stausee. Der Bau der Talsperre dauerte von 1977 bis 1983. Die Mauer wurde unterhalb des Dorfes Zeytinliköy / Ágii Theódori gebaut. Das Wasser dient der Bewässerung von Kulturland und auch als Trinkwasserreservoir. 
Die anderen Stauseen liegen im Südwesten der Insel und einer oberhalb des Dorfes Eşelek im Südosten der Insel.